# Fiammella (esplosione nucleare)

In un'arma nucleare a cannone, se i due pezzi di materiale subcritico non sono messi a contatto abbastanza velocemente, può avvenire una predetonazione, con una conseguente distruzione del dispositivo e dispersione del materiale.

Nel caso di un'esplosione nucleare si parla di fiammella (in inglese: fizzle, in francese: Long feu) quando il dispositivo deputato a generare l'esplosione fallisce nel suo compito liberando un'energia inferiore a quanto ci si aspettasse. La cause del fallimento possono essere legate sia a difetti insiti del progetto che a mancanza di cura durante la costruzione, spesso dovuta alla mancanza di esperienza.
Considerando un'arma nucleare a implosione (come fu Fat Man, la bomba lanciata su Nagasaki il 9 agosto 1945, sul cui progetto si sono poi basate le armi nucleari a seguire), ad esempio, uno degli elementi chiave per ottenere un significativo rilascio di energia, e quindi un corretto funzionamento dell'ordigno, è che un numero sufficiente di neutroni sia liberato all'interno del nucleo supercritico nel momento esatto in cui esso raggiunge la massa, o la densità, critica. Se la reazione parte troppo presto, infatti, solo una piccola parte del materiale fissile sarà coinvolto in essa e si avrà una cosiddetta "predetonazione", il cui risultato sarà uno sprigionamento di energia ben al di sotto di quanto previsto in fase di progettazione dell'ordigno. Se invece l'inizio alla reazione viene dato troppo tardi, il nucleo di materiale fissile avrà già iniziato a espandersi, diminuendo la propria densità, per poi distruggersi a causa della detonazione dell'esplosivo convenzionale che lo circonda, con il risultato di avere una piccola, se non nulla, percentuale di materiale fissile coinvolto nella reazione a catena. Nel caso di un'arma nucleare a cannone (come fu Little Boy, la bomba lanciata su Hiroshima il 6 agosto 1945, il cui progetto fu comunque presto abbandonato dall'industria bellica), invece, fondamentale è la velocità con cui il proiettile di uranio arricchito viene lanciato contro la massa bersaglio dello stesso materiale. Se infatti questa velocità è troppo bassa, la detonazione può avvenire mentre le due masse subcritiche si stanno ancora avvicinando, distruggendo l'ordigno prima del raggiungimento del bersaglio da parte del proiettile, e quindi liberando solo una parte dell'energia prevista.
Trattandosi di armi nucleari, anche nel caso di una fiammella l'energia rilasciata può comunque esser molto maggiore rispetto a quella di un'arma convenzionale e, dato che include comunque una parziale fissione del materiale fissile, anche in caso di fiammella ci può essere la dispersione di materiale radioattivo nell'area circostante.
Nel caso di armi termonucleari multistadio a fissione-fusione, si parla di "fiammella" anche nel caso in cui la piena riuscita dell'esplosione della parte a fissione fallisca nell'innescare la reazione di fusione, poiché l'arma non è comunque riuscita a sviluppare in tutto il suo potenziale, come avrebbe dovuto fare da progetto. Come detto, anche in un simile caso l'ordigno può liberare una notevole energia: nel caso del test Castle Koon, ad esempio, stando al progetto la bomba avrebbe dovuto liberare 1 megatone di energia grazie alla fusione del suo secondo stadio ma, a causa di un difetto di progettazione, solo il suo stadio primario a fissione detonò, liberando comunque 110 chilotoni di energia.

## Test nucleari a fissione considerati dei fallimenti

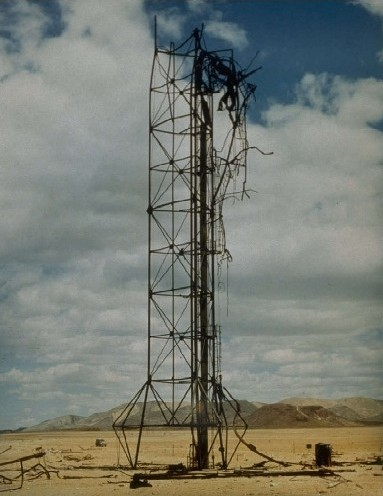
La torre del test Ruth, svolto marzo del 1953, nel corso dell'Operazione Upshot-Knothole. L'esplosione non riuscì nemmeno a vaporizzare del tutto la torre.

Ad oggi, tutti i paesi che hanno effettuato test nucleari hanno sperimentato il fallimento almeno una volta. Data la natura dei test in questione, spesso le informazioni al riguardo, soprattutto se le prove si sono tradotte in fallimenti, sono quantomeno scarse. In alcuni casi era rimasta sconosciuta persino la conduzione del test, dopo il collasso dell'Unione Sovietica, ad esempio, la Russia finanziò una costosissima operazione volta a rimuovere il prima possibile una bomba nucleare inesplosa dal suolo del Kazakistan.
- Buster Able: effettuato dagli USA il 22 ottobre 1951 nell'ambito dell'Operazione Buster-Jangle, si trattava di un test volto a verificare gli effetti di esplosioni nucleari a bassa potenziale. L'ordigno raggiunse in effetti la supercriticità ma il potenziale nucleare espresso fu decisamente inferiore a quanto ci si sarebbe aspettato. Benché abbia aiutato a stabilire quale fosse la minima quantità di plutonio da utilizzare per raggiungere una potenza apprezzabile, esso è considerato essere il primo test nucleare fallito della storia. [5]
- Upshot-Knothole Ruth: effettuato dagli USA il 31 marzo 1953 nell'ambito dell'Operazione Upshot-Knothole, si trattava di un test volto a verificare l'utilizzo di un nocciolo in deuteruro di uranio e di una miscela di uranio e polietilene deuterato come combustibile termonucleare. Il test però terminò in una fiammella rilasciando solo 0,2 chilotoni degli 1,5-3 previsti, questo perché il deuterio rallentò i neutroni molto più di quanto si pensasse, raffreddando la reazione. Di grande imbarazzo fu anche il fatto che solo un terzo della torre da 91 m utilizzata per sganciare l'ordigno era stato vaporizzato.[6]
- Upshot-Knothole Ray: effettuato dagli USA l'11 aprile 1953 nell'ambito dell'Operazione Upshot-Knothole, anche in questo caso, come nel sopraccitato test Ruth, lo scopo del test era quello di valutare l'efficacia di una bomba nucleare a idruro di uranio ma, visto il fallimento di Ruth, si decise di usare un isotopo più pesante dell'idrogeno passando quindi a un nucleo in deuteruro di uranio. Anche in questo caso la potenza rilasciata fu inferiore a quanto ipotizzato. Leggenda vuole che questa volta fu utilizzata una torre alta 30 metri onde assicurare la completa vaporizzazione dell'apparato.[6]
- 15: è stato il quindicesimo test nucleare effettuato dall'Unione Sovietica. Svolto il 19 ottobre 1954, si trattava di un missile T-5 armato con una testata nucleare a basso potenziale RDS-9. Dei 7 chilotoni attesi, l'esplosione ne liberò solo 0,001, trasformando il 15 nel primo test nucleare fallito dai sovietici.
- Gerboise Verte: effettuato dalla Francia il 25 aprile 1961 nell'ambito del progetto Gerboise, fu il quarto test nucleare condotto dai francesi. Liberò 0,7 chilotoni dei 6-18 previsti. In questo caso le motivazioni furono più che altro "politiche": nell'ambito della guerra d'indipendenza algerina, infatti, si venne a creare l'Organisation de l'armée secrète, la quale, il 22 aprile 1961, prese il controllo di Algeri facendo temere ai francesi di perdere il controllo della base di Reggane, dov'era custodito l'ultimo ordigno nucleare del programma Gerboise. Si decise così di eseguire il test, volto a provare un nuovo flusso di neutroni con un innesco sincronizzato al decimo di microsecondo, per impedire che i militari ammutinati entrassero in possesso della bomba, e così, il 25 aprile, nonostante la tempesta di sabbia che imperversava nella zona e l'eccessivo calore, si procedette alla detonazione. Le difficili condizioni climatiche, però, causarono uno sfalsamento di 0,5 microsecondi nell'innesco, il che si tradusse in una "fiammella".[7]
- Sia per quanto riguarda i test nucleari condotti dall'India nel 1998 che per quanto riguarda quelli condotti dal Pakistan lo stesso anno, molti osservatori esterni hanno avanzato l'ipotesi che i due paesi non abbiano condotto con successo tutti quanti i loro test nucleari, date anche le basse potenze rilasciate dagli ordigni.
- Test nucleare nordcoreano del 2006: dato che poco è conosciuto dell'ordigno utilizzato, e che la realizzazione un ordigno di piccole dimensioni avrebbe significato il possesso di una tecnologia ritenuta troppo avanzata per la Corea del Nord, si ritiene che il test sia stato fallimentare, risultando in una "fiammella", solo perché la potenza dell'esplosione sarebbe stata, secondo la Corea del Sud e gli Stati Uniti d'America, inferiore a un chilotone e, secondo la Russia, compresa tra 5 e 10 chilotoni,[8] il che farebbe di esso il test nucleare di debutto più debole della storia.[9][10]

## Test nucleari a fusione considerati dei fallimenti
- Castle Koon: effettuato dagli USA il 7 aprile 1954 nell'ambito dell'Operazione Castle, si trattava di un test volto a verificare l'efficienza di un dispositivo a due stadi conosciuto come "Morgenstern". Il test fallì, risultando in una fiammella e rilasciando solo 110 chilotoni invece dei 1000 attesi. Indagini successive rivelarono che un flusso di neutroni provenienti dallo stadio primario aveva prematuramente riscaldato lo stadio secondario, distruggendolo e impedendone un innesco efficace. Si trattò quindi di un difetto di progetto dell'ordigno più che del concetto sviluppato nel "Morgenstern".
- Short Granite: effettuato dal Regno Unito il 15 maggio 1957 nell'ambito dell'Operazione Grapple 1, volto a testare per la prima volta, da parte dei britannici, un'arma termonucleare. L'ordigno sprigionò un'energia di 300 chilotoni, ossia circa un quarto del previsto, ciò nonostante il governo britannico disse di ritenere il test un successo, non dichiarando mai, però, che il Regno Unito fosse diventato la terza potenza termonucleare di allora. Pochi giorni dopo fu effettuato il test Purple Granite, di poco dissimile dallo Short Granite anche se si reputava di aver apportato migliorie decisive, ma anche in quel caso il potenziale espresso fu decisamente inferiore all'atteso.
- (19): è stato il diciannovesimo test nucleare effettuato dalla Cina. Svolto il 26 settembre 1976, vide l'utilizzo di una bomba termonucleare che liberò un'energia di 200 chilotoni, un valore molto lontano da quanto atteso.